# Lodewijk VIII van Hessen-Darmstadt
Lodewijk VIII van Hessen-Darmstadt (Darmstadt, 5 april 1691 — aldaar, 17 oktober 1768) was van 1739 tot aan zijn dood landgraaf van Hessen-Darmstadt. Hij behoorde tot het huis Hessen-Darmstadt.

## Levensloop
Lodewijk VIII was de oudste zoon van landgraaf Ernst Lodewijk van Hessen-Darmstadt en diens eerste echtgenote Dorothea Charlotte van Brandenburg-Ansbach, dochter van markgraaf Albrecht van Brandenburg-Ansbach.
In 1739 volgde hij zijn vader op als landgraaf van Hessen-Darmstadt. In deze functie voerde hij een dispuut met het landgraafschap Hessen-Kassel om het ambt Babenhausen, dat afkomstig was uit de erfenis van zijn schoonvader Johan Reinhard III van Hanau-Lichtenberg. Na een lange rechtsstrijd werden grote delen van het ambt door het Rijkskamergerecht aan Hessen-Kassel toegewezen.
Tijdens de Zevenjarige Oorlog stond hij aan de zijde van keizer Frans I Stefan en bereikte hij de militaire rang van generaal-veldmaarschalk. Bijgevolg waren vooral Gießen en Opper-Hessen een schouwplaats van keizerlijke oorlogshandelingen. 
In 1767 liet Lodewijk de eerste straatverlichting van Darmstadt aanleggen. Ook vaardigde hij wetten uit om het koffiedrinken tegen te gaan, waarbij het zelfs strafbaar was om met een beker koffie aangetroffen te worden. Tevens gold hij als een groot promotor van de kunsten, bevorderde hij verschillende kunstenaars. Ook ging hij regelmatig naar de Opera van Darmstadt en componeerde hij zelf muziekstukken.  
In 1742 stichtte hij in Darmstadt een spinhuis, in 1746 gevolgd door een landsweeshuis. Tijdens Lodewijks bewind steeg de schuldenlast echter dramatisch, wat vooral kwam door zijn pronkzuchtige hofhouding en zijn passie voor de parforcejacht, waarbij hij verschillende jachtsloten liet bouwen. De instelling van een keizerlijke commissie voor de schuldherstructurering van het land werd vermeden toen de Landstaten financiële middelen vrijmaakten. Ook het beleid van Friedrich Karl von Moser, die door zijn zoon Lodewijk IX in 1772 aangesteld werd als eerste minister, had een positieve invloed op de financiële toestand van Hessen-Darmstadt.
Van 1751 tot 1766 trad Lodewijk VIII op als regent van de minderjarige landgraaf Frederik V van Hessen-Homburg, samen met diens moeder Ulrike Louise van Solms-Braunfels. Sinds 1747 was hij met dit landgraafschap in conflict over de heerlijkheid Braubach, wat in 1768 opgelost werd.
In oktober 1768 stierf Lodewijk VIII op 77-jarige leeftijd, terwijl hij een operavoorstelling in Darmstadt bijwoonde.

## Huwelijk en nakomelingen
Op 5 april 1717 huwde Lodewijk VIII met Charlotte van Hanau-Lichtenberg (1700-1726), dochter en erfgename van vorst Johan Reinhard III van Hanau. Ze kregen zeven kinderen:
- Lodewijk IX (1719-1790), landgraaf van Hessen-Darmstadt, huwde met Henriëtte Caroline van Palts-Zweibrücken
- Charlotte Wilhelmina Frederica (1720-1721)
- George Willem (1722-1782), keizerlijk generaal, huwde met Maria Luise Albertine van Leiningen-Dagsburg-Falkenburg
- Karoline Luise (1723-1783), huwde in 1751 met markgraaf Karel Frederik van Baden
- Augusta (1725-1742)
- Johan Frederik Karel (1726-1746)

## Voorvaderen
| Lodewijk VIII van Hessen-Darmstadt             | Lodewijk VIII van Hessen-Darmstadt                                                                        | Lodewijk VIII van Hessen-Darmstadt                                                                        | Lodewijk VIII van Hessen-Darmstadt                                                                        | Lodewijk VIII van Hessen-Darmstadt                                                                        | Lodewijk VIII van Hessen-Darmstadt                                                                       | Lodewijk VIII van Hessen-Darmstadt                                                                       | Lodewijk VIII van Hessen-Darmstadt                                                                       | Lodewijk VIII van Hessen-Darmstadt                                                                       |
| ---------------------------------------------- | --- | --- | --- | --- | --- | --- | --- | --- |
| Overgrootouders                                | George II van Hessen-Darmstadt (1605-1661) ∞ Sophia Eleonora van Saksen (1609-1671)                       | George II van Hessen-Darmstadt (1605-1661) ∞ Sophia Eleonora van Saksen (1609-1671)                       | Ernst I van Saksen-Gotha (1601–1675) ∞ 1636 Elisabeth Sophia van Saksen-Altenburg (1619-1680)             | Ernst I van Saksen-Gotha (1601–1675) ∞ 1636 Elisabeth Sophia van Saksen-Altenburg (1619-1680)             | Joachim Ernst van Brandenburg-Ansbach (1583-1625) x 1682 Sophie van Solms-Laubach (1594-1651)            | Joachim Ernst van Brandenburg-Ansbach (1583-1625) x 1682 Sophie van Solms-Laubach (1594-1651)            | Joachim Ernst van Oettingen-Oettingen (1654-1686) x ? (-)                                                | Joachim Ernst van Oettingen-Oettingen (1654-1686) x ? (-)                                                |
| Grootouders                                    | Lodewijk VI van Hessen-Darmstadt (1630-1678) ∞ Elisabeth Dorothea van Saksen-Gotha-Altenburg ((1640-1709) | Lodewijk VI van Hessen-Darmstadt (1630-1678) ∞ Elisabeth Dorothea van Saksen-Gotha-Altenburg ((1640-1709) | Lodewijk VI van Hessen-Darmstadt (1630-1678) ∞ Elisabeth Dorothea van Saksen-Gotha-Altenburg ((1640-1709) | Lodewijk VI van Hessen-Darmstadt (1630-1678) ∞ Elisabeth Dorothea van Saksen-Gotha-Altenburg ((1640-1709) | Albrecht van Brandenburg-Ansbach (1620-1667) ∞ Sophie Margarete van Oettingen-Oettingen (1634-1664)      | Albrecht van Brandenburg-Ansbach (1620-1667) ∞ Sophie Margarete van Oettingen-Oettingen (1634-1664)      | Albrecht van Brandenburg-Ansbach (1620-1667) ∞ Sophie Margarete van Oettingen-Oettingen (1634-1664)      | Albrecht van Brandenburg-Ansbach (1620-1667) ∞ Sophie Margarete van Oettingen-Oettingen (1634-1664)      |
| Ouders                                         | Ernst Lodewijk van Hessen-Darmstadt (1667-1739) ∞ Dorothea Charlotte van Brandenburg-Ansbach (1661-1705)  | Ernst Lodewijk van Hessen-Darmstadt (1667-1739) ∞ Dorothea Charlotte van Brandenburg-Ansbach (1661-1705)  | Ernst Lodewijk van Hessen-Darmstadt (1667-1739) ∞ Dorothea Charlotte van Brandenburg-Ansbach (1661-1705)  | Ernst Lodewijk van Hessen-Darmstadt (1667-1739) ∞ Dorothea Charlotte van Brandenburg-Ansbach (1661-1705)  | Ernst Lodewijk van Hessen-Darmstadt (1667-1739) ∞ Dorothea Charlotte van Brandenburg-Ansbach (1661-1705) | Ernst Lodewijk van Hessen-Darmstadt (1667-1739) ∞ Dorothea Charlotte van Brandenburg-Ansbach (1661-1705) | Ernst Lodewijk van Hessen-Darmstadt (1667-1739) ∞ Dorothea Charlotte van Brandenburg-Ansbach (1661-1705) | Ernst Lodewijk van Hessen-Darmstadt (1667-1739) ∞ Dorothea Charlotte van Brandenburg-Ansbach (1661-1705) |
| Lodewijk VIII van Hessen-Darmstadt (1691-1768) | | | | | | | | |